# Gare de Suzuka
La gare de Suzuka (鈴鹿駅, Suzuka-eki) est une gare ferroviaire de la ville de Suzuka, dans la préfecture de Mie au Japon. Elle est exploitée par la compagnie Ise Railway.

## Situation ferroviaire
La gare de Suzuka est située au point kilométrique (PK) 3,8 de la ligne Ise.

## Histoire
La gare a été inaugurée le 1er septembre 1973.

## Services aux voyageurs

### Accès et accueil
La gare est située sous les voies qui sont surélevées. Elle est ouverte tous les jours.

### Desserte
- Ligne Ise :
  - voie 1 : direction Tsu et Matsusaka
  - voie 2 : direction Yokkaichi et Nagoya